# Cornelis van Aerssen van Sommelsdijck
Cornelis van Aerssen, heer van Sommelsdijck, Bommel, de Plaat, Spijck, (Den Haag, 20 augustus 1637 – Paramaribo, 19 juli 1688) was een kolonel der cavalerie. Hij was gouverneur van Suriname van 28 november 1683 tot de dag waarop hij werd vermoord. Van Aerssen was via zijn vrouw, de dochter van een roemruchte Franse militair, Alexander du Puy, gelieerd aan het markizaat van Saint André Montbrun, gelegen aan de voet van de Mont Ventoux.

## Jeugd
Cornelis van Aerssen stamde uit de familie Van Aerssen. Hij was de tweede zoon van Cornelis van Aerssen en Lucia van Walta. Hij werd als jongeling aan het hof van prins Willem II geplaatst. Tussen december 1656 en 1658 reisde hij met zijn oudere broer François en hun gouverneur Brunel door Frankrijk naar Spanje. Met de kerstdagen waren zij in Parijs. Zij bezochten de Notre-Dame, de fabriek van Gobelins, het Palais du Luxembourg, de ambassadeur Willem Boreel, en gemaskerde bals. De balletten met Lodewijk XIV duurden zo lang dat ze zich verveelden. Hij trouwde in 1664 in Parijs met Margaretha de Puy de Saint André Montbrun. In 1666 was hij betrokken bij de Tweedaagse Zeeslag en de controverse tussen Michiel de Ruyter en Cornelis Tromp. Het jaar daarop bood hij zijn diensten aan Johan de Witt aan. In 1672 had hij moeite om zijn positie als kolonel in het Staatse leger te handhaven, want hij genoot niet het volledige vertrouwen van stadhouder Willem III. In 1679 stond hij weer op goede voet met de prins. In 1682 was er sprake van dat hij ambassadeur aan het Franse hof zou worden, als opvolger van Jacob Boreel. Omdat hij niet in de Ridderschap werd opgenomen, wat hij eiste, sloeg hij de ambassade af.

## Suriname
Cornelis van Aerssen voelde zich niet langer op zijn gemak in Haagse kringen. Hij wilde iets tot stand brengen en bemoeide zich als eerste directeur, samen met Philip van Hulten met de oprichting van de Sociëteit van Suriname. Hij kocht op 21 mei 1683 voor 86.666 gulden, een derde part in de Sociëteit van Suriname. Hij liet zich door de andere deelhebbers - de West-Indische Compagnie en de stad Amsterdam - tot onbezoldigd gouverneur van Suriname verkiezen. Cornelis scheepte zich op 3 september 1683 in op Texel en kwam op 24 november 1683 te Paramaribo aan. Er woonden in die jaren ongeveer 1.200 blanken in Suriname en in Paramaribo stonden niet meer dan zestig huizen, waaronder veel kroegen en herbergen. Het garnizoen soldaten bedroeg driehonderd man.

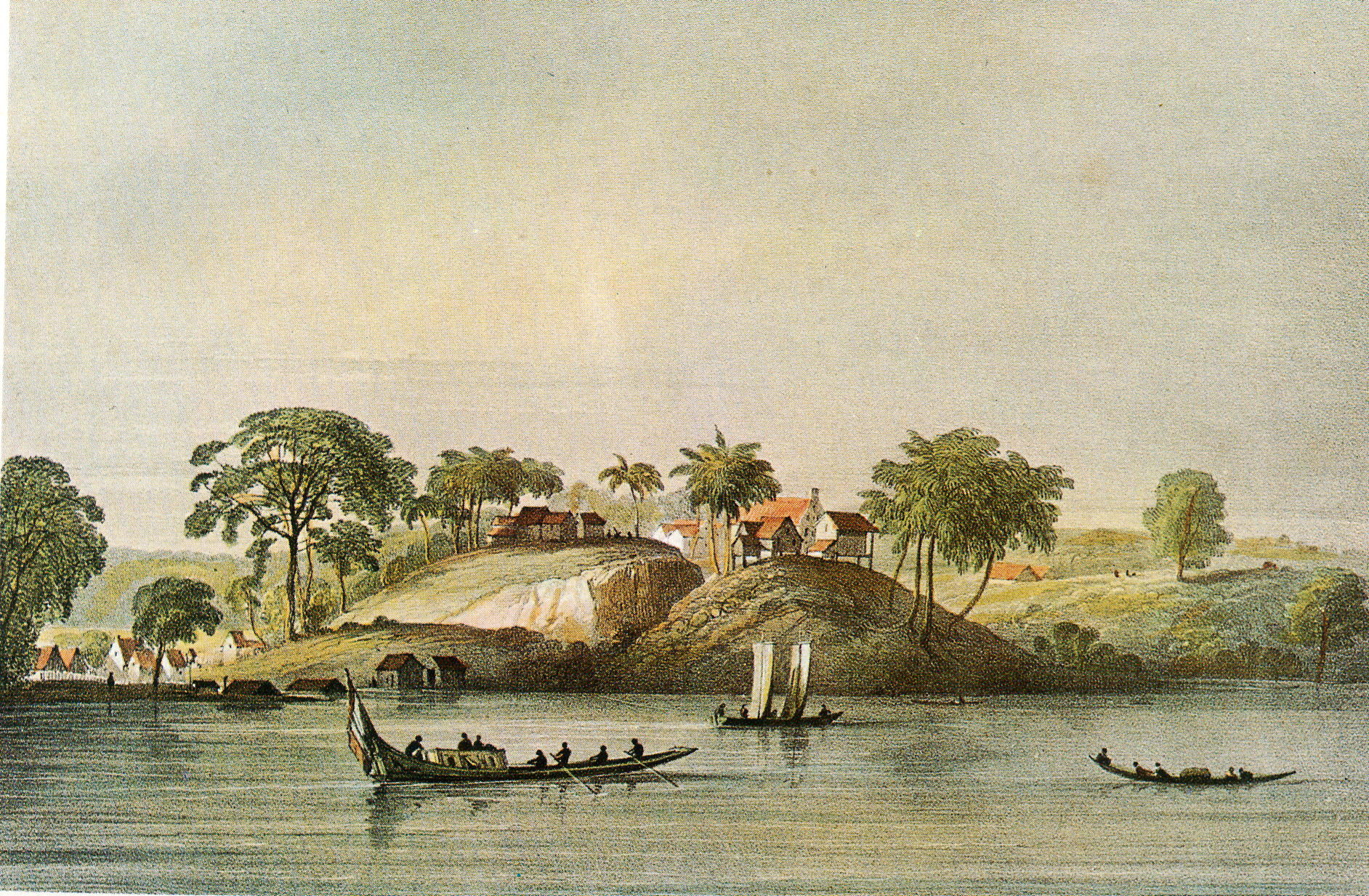
De Jodensavanne

Een van zijn eerste daden was het platbranden van dorpen van Inheemsen, na enkele aanvallen van dezen op plantages. De overlevende volwassen mannen liet hij doodknuppelen. Uiteindelijk leidde dit in 1686 tot een vredesverdrag tussen de Inheemsen -die steeds verder naar het zuiden trokken- en de Nederlandse kolonisten. De tekst van dit verdrag is verloren gegaan, maar één element was dat zij niet meer tot slavernij gebracht zouden worden.
In hetzelfde jaar vroeg Van Aerssen de regenten van het aalmoezeniersweeshuis om toezending van enige tientallen kinderen, die onder de gereformeerde planters zouden worden verdeeld. Voorts klaagde hij in zijn brieven aan de directeuren over het gebrek aan ambachtslieden zoals metselaars en timmerlieden in de kolonie. In 1688 vroeg hij om honderd (Afrikaanse) slaven voor de bouw van een fort, alsmede honderd soldaten. In hetzelfde jaar liet hij een kerk en een gouvernementskantoor bouwen aan het kerkplein (zuidkant) in Paramaribo. De koepelkerk werd in 1814 vervangen door de centrumkerk aan de noordzijde.
Bij de overname van het bestuur van het gewest Zeeland was de kolonie Suriname in twisten verscheurd (zie Abraham Crijnssen). Van Aerssen stelde voor een Politycke Raed in te stellen van acht in plaats van tien kolonisten, maar raakte al snel in conflict met deze raad. In 1684 wilde hij zijn gouverneurschap opgeven. In 1686 gingen de Zeeuwen akkoord met de oprichting van de Sociëteit van Suriname, onder de voorwaarde dat er geen katholieken in de raad kwamen. Dat schoot bij Van Aerssen, die had geklaagd over het gebrek aan predikanten, in het verkeerde keelgat. Drie katholieke paters, die eerder na slechts enkele jaren in de tropen gestorven waren, werden op bevel van Van Aerssen opgegraven en naar de Staten van Zeeland opgestuurd als bewijs dat ze geen kwaad meer konden doen. De kisten werden evenwel geweigerd in Middelburg en teruggestuurd naar Suriname. 

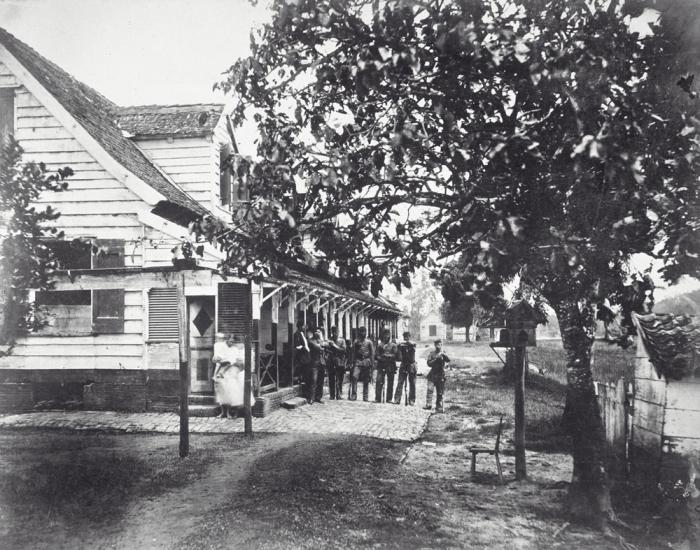
Militairen in Fort Sommelsdijck (1884)

Van Aerssen reorganiseerde het meet-, gewicht- en muntwezen. Om te voorzien in voldoende kleingeld bracht hij de papegaaienmunt weer in omloop. Grotere transacties werden afgerekend in suiker. Hij verordende dat de planters en hun opzichters de slaven niet meer dan drie zweepslagen mochten toedienen. Gemengde huwelijken werden verboden. Als Calvinist probeerde hij de zondagsrust in te voeren, maar kreeg kritiek van zowel de Joodse plantage-eigenaren als vanuit Amsterdam. Joodse planters kregen zijn toestemming hun slaven op zondag te laten werken, daarvoor kregen die op de sabbat vrij. Verder bevorderde Van Aerssen de vestiging van hugenoten en een groep Labadisten, een sekte waartoe zijn drie ongehuwde zusters behoorden (de Labadisten bewoonden een state in de omgeving van Wieuwerd, eigendom van de familie Van Aerssen). 
Cornelis van Aerssen was autoritair en driftig, zodat hij met burgers en ambtenaren in botsing kwam. Hij sloot een 'gemakshuwelijk' met een verder onbekende indiaanse. Deze Surinaamse Pocahontas werd heel oud en kwam geregeld aan bij Charlotte van der Lith, weduwe van drie gouverneurs van Suriname, die zij ‘dochter’ noemde.

### Overlijden
Onder Van Aerssens bestuur werd de waterhuishouding verbeterd waardoor ook de lager gelegen gronden beplant konden worden. Hij liet dijken bouwen en sluizen aanbrengen. Van Aerssen bracht deze techniek voor het eerst in praktijk op een suikerplantage nabij Paramaribo, waartoe onder meer een bestaande kreek, later Van Sommelsdijckkreek genoemd, uitgediept werd. Dit graafwerk werd gedaan door militairen en veroordeelde misdadigers uit het tuchthuis van Amsterdam. Toen dronken soldaten vonden dat ze bij hun harde arbeid aan het Fort Zeelandia niet genoeg te eten en te drinken kregen, ging een deputatie van elf man op 19 juli 1688 naar de gouverneur en eiste betere voeding en minder werk. Dit optreden beviel Van Aerssen niet; hij trok zijn degen om de elf weg te jagen, maar de opstandelingen waren hem voor. Van Aerssen en zijn assistent Laurens Verboom, getrouwd met een Munnicx of Meunicx, zijn door de rebellerende militie "gemassacreerd". De muitende soldaten werden berecht of opgehangen, de rest werd in kleine groepjes teruggestuurd naar de Republiek en zoals beloofd vrijgelaten.

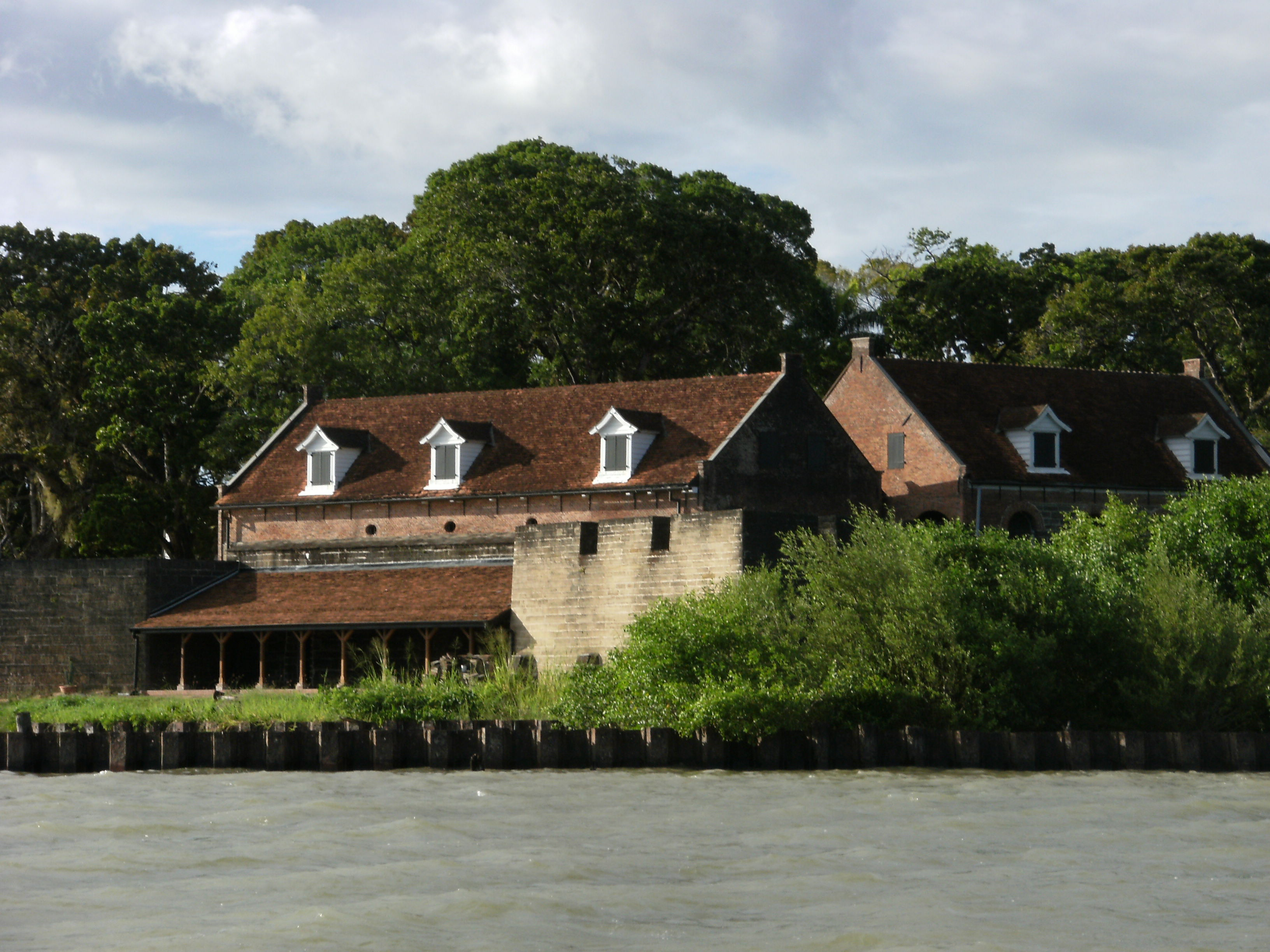
Fort Zeelandia

Zijn weduwe verzocht haar aandeel in de kolonie in te leveren, wat niet werd toegestaan. Cornelis van Aerssen had grote schulden gemaakt en zijn weduwe gaf te kennen de aandelen in de Sociëteit van Suriname van de hand te willen doen. Noch de stad Amsterdam of de WIC was geïnteresseerd. In de stad Rotterdam werd gesproken over de overname van de aandelen, stadhouder Willem III weigerde. Haar zoon François van Aerssen (1669-1740), die in 1689 samen met Johan van Scharphuizen naar Suriname reisde om de erfenis af te handelen, was in 1708 een jaar lang directeur van de Sociëteit van Suriname. Hij werd niet benoemd als gouverneur, vanwege nog steeds lopende processen over de schulden van zijn vader. Na een poging de andere twee participanten uit te kopen, bood hij zijn aandeel te koop aan. Zijn belangen zijn verder afgehandeld door Paul van der Veen. François Cornelis van Aerssen van Sommelsdijck (1725-1793), een kleinzoon en de laatste mannelijke telg uit de familie Van Aerssen van Sommelsdijck, was van 1744 tot 1770 directeur van de Sociëteit. Omdat zijn dochters geen belangstelling hadden, verkocht hij zijn aandeel aan de stad Amsterdam.

## Receptie
Cornelis van Aerssen, in de geschiedschrijving vaak als een vermogend edelman omschreven, was in feite een stroman van Amsterdamse belangen. Het geld om zijn aandeel in de Geoctrooieerde Sociëteit van Suriname te betalen moest hij lenen van Amsterdamse financiers. Zijn optreden richting de inheemsen, zijn belangen in de slavenhandel, zijn plantagebeheer (samen met enkele Amsterdamse bestuurders) en zijn kapitale schuldenlast na zijn overlijden maken duidelijk dat van Aerssen volslagen ten onrechte de geschiedschrijving is ingegaan als een integer bestuurder.

## Huwelijk en kinderen
Cornelis trouwde te Parijs op 1 juni 1664 met Marguérite du Puy markiezin van St. André Montbrun, overleden in Den Haag op 4 december 1694. Zij stamde uit een protestantse familie, afkomstig uit Montbrun-les-Bains in de Dauphiné. Zij was de dochter van Alexander du Puy, markies van St. André Montbrun (1600-1673) en van Louise Madeleine de la Fin Salin, vrouwe van la Nocle (1609-1693).
Uit het huwelijk van Cornelis en Marguérite zijn de volgende kinderen geboren:
- Alexander van Aerssen heer van Sommelsdijk en Spijck (1668-1696).
- François van Aerssen van Sommelsdijck heer van Châtillon (1669-1740). Na de dood van zijn broer Alexander in 1696 heer van Sommelsdijk, de Plaat, Bommel en Spijck
- Henriette Lucretia van Aerssen, geboren in Den Haag op 9 oktober 1678, ging in december 1700 in ondertrouw te Deventer en trouwde op 6 februari 1701 in Den Haag met Vincent Gédéon de Henry markies van Cheusses geboren in La Rochelle rond 1664. Hij was luitenant-kolonel in Deense dienst en de zoon van Jacques de Henry de Cheusses en Renee de Lauzerée.

Cornelis van Aerssen werd in 1689 begraven in Sommelsdijk.